# Carcoustics
Die Carcoustics International GmbH ist ein international tätiger Automobilzulieferer mit Hauptsitz in Leverkusen. Das Unternehmen entwickelt und fertigt akustisch, thermisch und elektromagnetisch wirkende Bauteile für die Automobil- und Nutzfahrzeuge-Industrie.
Seit 2016 gehört Carcoustics zu Fuxin Dare Automotive Parts Co., Ltd., Fuxin.

## Werke
Carcoustics hat Standorte in:
- Leverkusen  Deutschland
- Haldensleben  Deutschland
- Wolfsburg  Deutschland
- Klaus  Österreich
- Genk  Belgien
- Alcácer  Spanien
- Senec  Slowakei
- Nováky  Slowakei
- Bielany Wrocławskie  Polen
- Troy  Vereinigte Staaten
- Howell  Vereinigte Staaten
- Buford  Vereinigte Staaten
- El Pueblito  Mexiko
- San Miguel de Allende  Mexiko
- Langfang  Volksrepublik China
- Shanghai  Volksrepublik China
- Shenyang  Volksrepublik China
- Kawasaki  Japan

## Geschichte
Das Unternehmen wurde 1952 in Pattscheid von Wilhelm Gustav Illbruck, der später als Hochseeregattasegler bekannt wurde, als Illbruck GmbH gegründet. Von Anfang an war die Verarbeitung von Kunststoffen vorgesehen. Die ersten Produkte waren für den Sanitär- und Baubereich. Erst später wurden dann auch die Automotive Anwendungen in das Sortiment aufgenommen. Die Firmenteile, die sich mit dem Baubereich beschäftigt haben, wurden im Zuge des Eigentümerübergangs verkauft.
Im Jahr 2001 wurde das Unternehmen von der Private-Equity-Gesellschaft AlpInvest Partners / NIB Capital Private Equity übernommen und in Carcoustics umbenannt. 2008 hat Carcoustics sein Geschäftsfeld um den Bereich Nutzfahrzeuge und um ausgewählte Industrie-Projekte erweitert.

## Kartell
Das Bundeskartellamt verhängte im Juni 2015 Bußgelder in Höhe von 75 Mio. Euro gegen die fünf Automobilzulieferer Autoneum, Carcoustics, Greiner Perfoam, die Ideal Automotive und die deutsche Tochter der IAC wegen illegale Preisabsprachen im Zeitraum von 2005 bis 2013. Diese Strafe bezog sich auf Absprachen im Produktbereich Teppichfertigung für Automotive-Anwendungen. Da Carcoustics zum Zeitpunkt der Aufdeckung des Kartells das Segment der Teppichfertigung bereits länger nicht mehr bedient hatte, fiel die Strafe für Carcoustics geringer aus als für die anderen Unternehmen. Ebenfalls beteiligt war das Unternehmen Borgers, dieses blieb aber durch die Anwendung der Kronzeugenregelung ohne Strafe.

## Produkte und Technologien
Das Produktspektrum umfasst vor allem akustisch und thermisch wirksame Bauelemente für die Automobilindustrie. Daneben werden auch Anwendungen für Nutzfahrzeuge produziert.
Typische Bauelemente für die Automobilindustrie sind u. a. motornahe Isolierungen, Innenraumbauteile, Antriebsstrang, Radkastenabsorber und Kofferraumauskleidungen. Ferner werden im Landmaschinenbereich Aluminiumhitzeschilde, Kabinenauskleidungen und Motorhaubendämpfungen und im LKW-Bereich Fahrerhausisolierungen, akustische Motorraumdämpfungen, Motorkapseln, Ölwannenisolationen sowie akustische und thermische Aluminiumhitzeschilder produziert.
Verwendete Materialien sind u. a. Schäume PUR, PE/PP, Schaumgummi, Melamin, Fasern, Folien sowie Aluminium-Feinbleche.
Im Rahmen der Corona-Pandemie wurden neue Produkte entwickelt und gefertigt: Mund-Nasenschutz, FFP2-Masken, Trennwände.

### Fertigungsverfahren
Angewandte Fertigungsprozesse sind Thermoformen und Vakuumformen, Aluformen, Spritzgießen, PU-Schäumen sowie Stanzen.